# Spring von Plaue
Koordinaten: 50° 46′ 31,2″ N, 10° 53′ 16,6″ O
Der Spring von Plaue (auch Plauescher Spring genannt) ist ein Spring am Südrand der Stadt Plaue im thüringischen Ilm-Kreis und bezeichnet ebenfalls den in die Gera abfließenden Bach.
Neben dem Salzaspring bei Nordhausen ist er eine der größten Karstquellen des Bundeslandes. Die Quellschüttung am Fuß eines Kalksteinfelsens, die an 13 voneinander abgrenzbaren Stellen austritt, beträgt beständig ca. 600 bis 800 Liter pro Sekunde.

## Geologische Situation

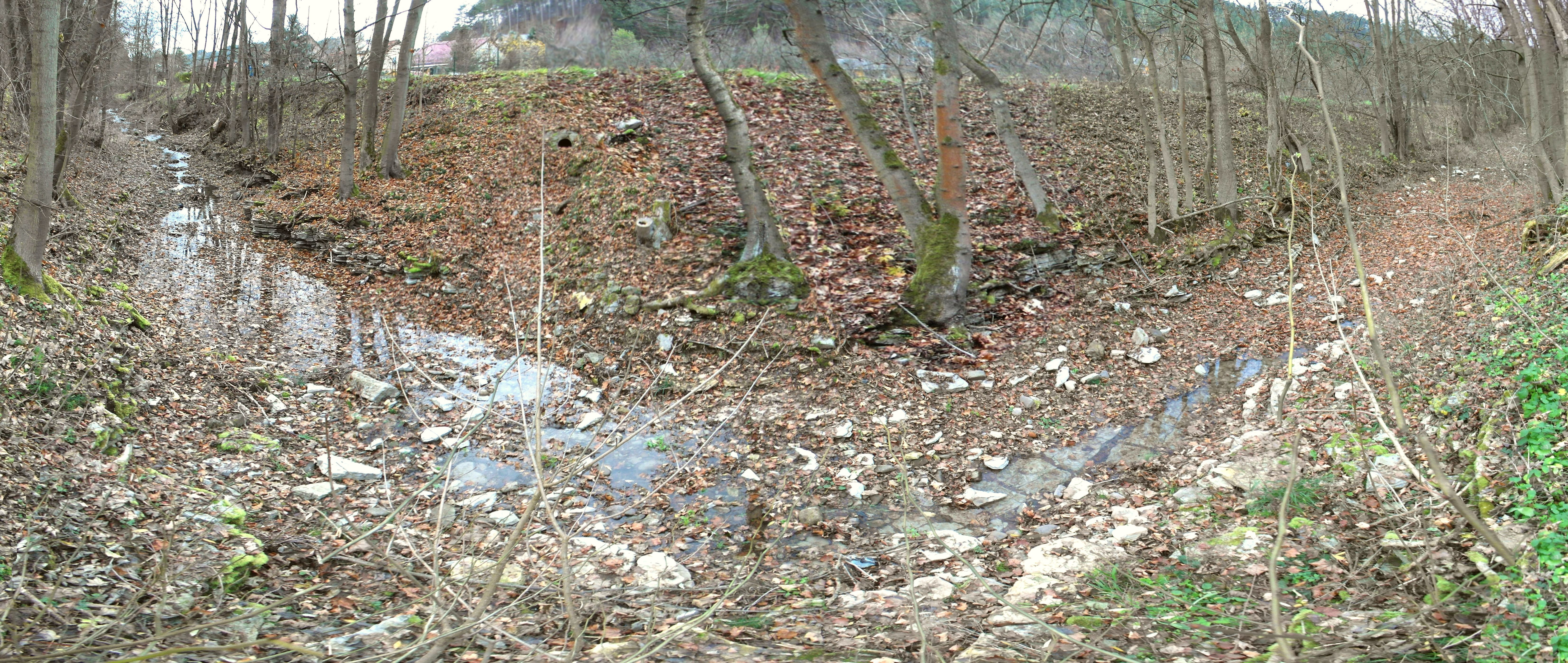
Wilde Gera, Versickerung, 10. November 2015

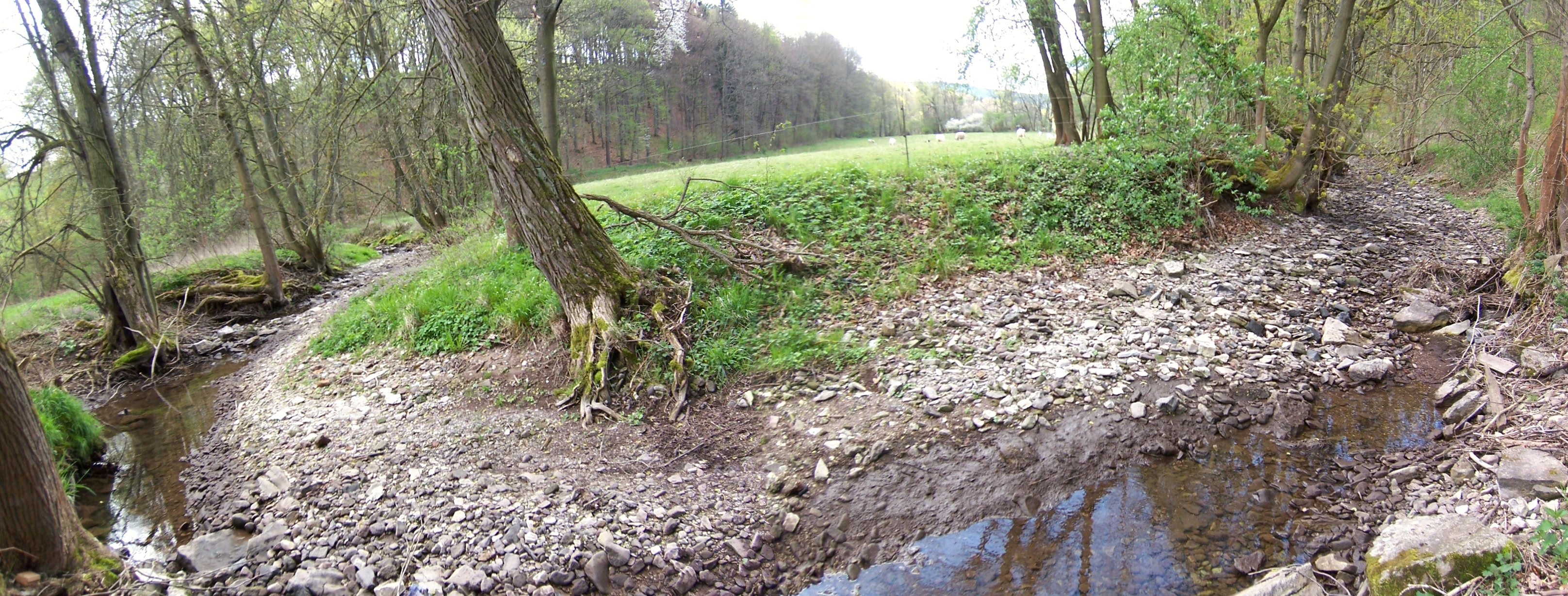
Zahme Gera, Versickerung, 16. April 2014

Das Wasser besteht zum Teil aus dem  Niederschlag des höhergelegenen, zur Ohrdrufer Platte gehörenden Gosseler Plateaus, einer großen, zusammenhängenden Muschelkalkplatte im Vorland des Thüringer Waldes. Ein beträchtlicher Teil stammt jedoch von der Wilden Gera, welche in der Nähe von Liebenstein etwa 500 Meter über klüftigen Kalkboden fließt. Ebenso versickert in trockenen Zeiten die Zahme Gera östlich Rippersroda oft vollständig. Durch mehrere Zentimeter breite und zum Teil meterlange Risse „verschwindet“ das Wasser des Flusses in den Sommermonaten mitunter völlig in einem unterirdischen Hohlraumsystem, um als Spring von Plaue wieder zu Tage zu treten. Mehrere Versuche mit Salz und Lebensmittel-Farbstoff bestätigten dies. So wurde bei einem im Jahr 1893 durchgeführten Versuch bei Liebenstein eine Tonne Salz in die Gera eingeworfen. Das so erzeugte salzige Wasser trat am Spring erst mit mehreren Stunden Verzögerung und stark verdünnt wieder aus. Dies lässt, ebenso wie die vom Wetter und der Jahreszeit fast unabhängige gleichmäßige Schüttung, die Existenz eines unterirdischen Sees vermuten, der aber noch nicht geortet wurde.

## Wassernutzung und sonstige Besonderheiten

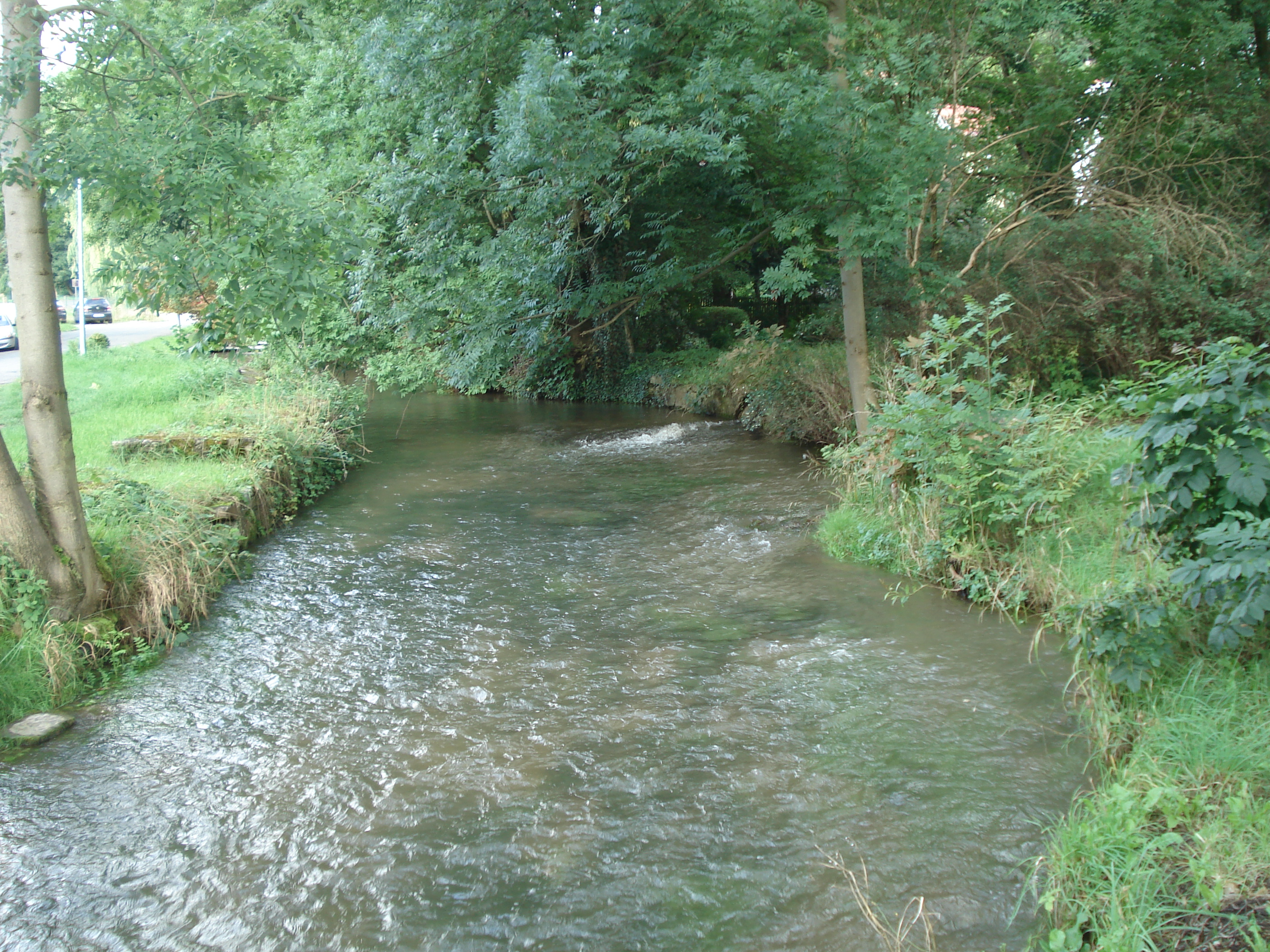
Der abfließende Bach vor der Mündung in die Gera

Das klare, durch die Filterwirkung des Kalksteins gereinigte Wasser des Spring fließt im Stadtgebiet von Plaue in die dort aus Wilder und Zahmer Gera vereinigte Gera. Von 1852 bis 1969 wurde das Wasser in der Burg-Brauerei Plaue zur Bierherstellung genutzt.
Der Spring von Plaue wurde 1959 zum Flächennaturdenkmal erklärt. In den 1980er Jahren brachte aufgrund der geologischen und touristischen Bedeutung die Deutsche Post der DDR eine 10-Pfenning-Sondermarke mit dem Motiv des Springs von Plaue heraus.